# USS Leyte Gulf (CG-55)
El USS Leyte Gulf (CG-55), llamado así en honor a la batalla del golfo de Leyte, es un crucero de la clase Ticonderoga en servicio con la Armada de los Estados Unidos desde 1987.

## Construcción

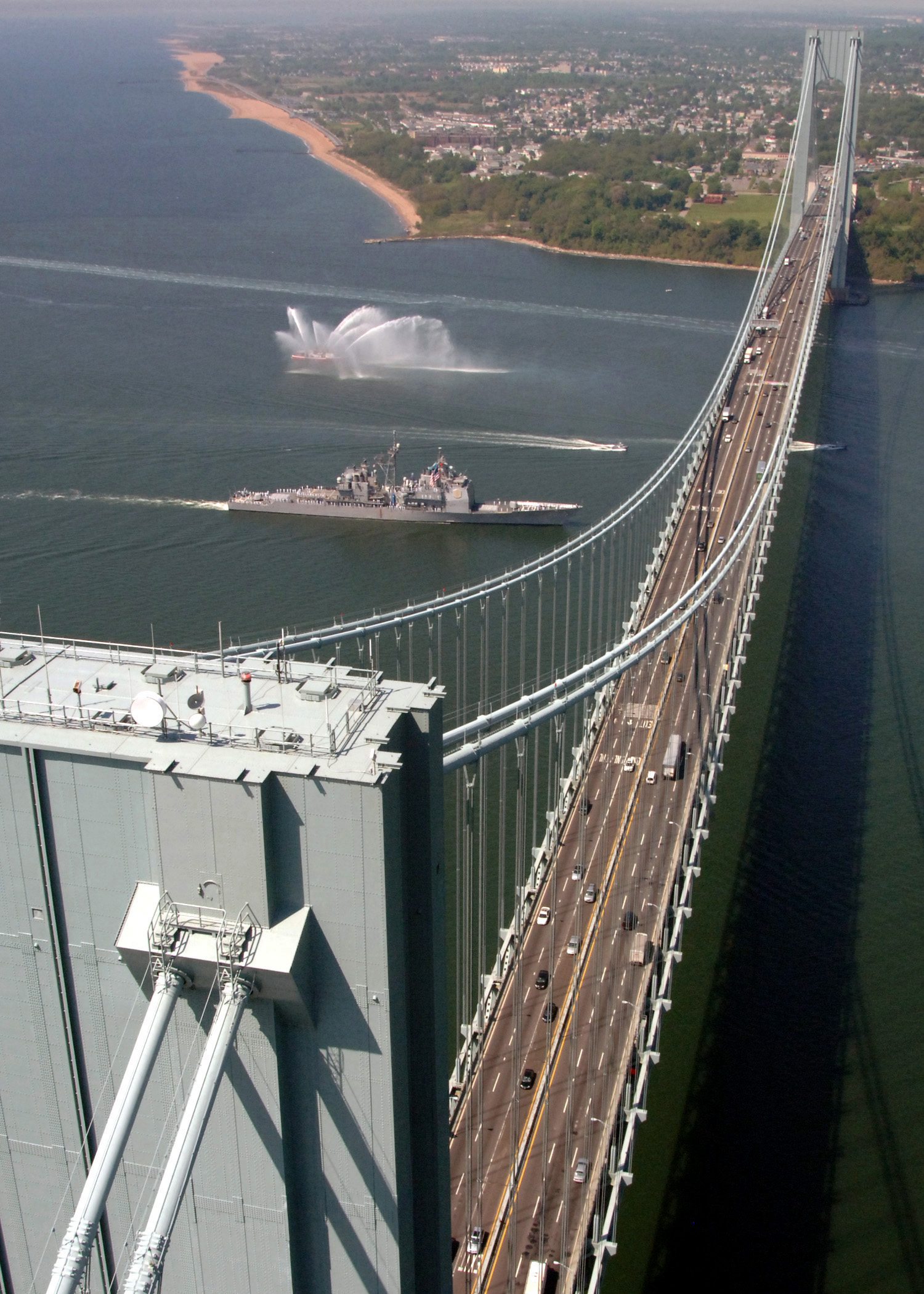
Leyte Gulf en el año 2008.

Fue construido por el Ingalls Shipbuilding de Pascagoula, Misisipi. Tuvo la puesta de quilla el 18 de marzo de 1985, la botadura el 20 de junio de 1986 y la entrada en servicio el 26 de septiembre de 1987. Su apostadero es la base naval de Norfolk, Virginia.

## Historia de servicio
Estuvo en acción en 1991 en la guerra del Golfo, disparando misiles de crucero Tomahawk contra objetivos terrestres en Irak. Posteriormente en 1992 participó de la Operación Provide Comfort.
En 1996 sufrió una colisión con el portaaviones USS Theodore Roosevelt; lo mismo le ocurrió nuevamente en 2019 con el buque de carga USS Robert E. Peary.
En 1999 estuvo en el mar Adriático formando parte del grupo de batalla del portaaviones USS Theodore Roosevelt en la Operación Allied Force ejecutada en Yugoslavia. En 2001 estuvo en la flota de apoyo a la Operación Enduring Freedom en Afganistán.

## Nombre
Fue llamado USS Leyte Gulf en honor a la batalla del golfo de Leyte de 1944, librada en el Teatro del Pacífico de la Segunda Guerra Mundial.